# Mayorella kuwaitensis
Mayorella kuwaitensis – gatunek ameby należący do rodziny Mayorellidae z supergrupy Amoebozoa w klasyfikacji Cavaliera-Smitha.
Trofozoit osiąga wielkość 29 – 86 μm. Jądro wielkości 4,6 – 8,4 μm.
Występuje w Zatoce Perskiej.